# La Convención
La Convención is een van de dertien provincies in de regio Cuzco, gelegen in het zuidelijk gebergte van Peru. De provincie heeft een oppervlakte van 30.062 km² en telt 179.845 inwoners (2015). De hoofdplaats van de provincie is het district Santa Ana; dit district vormt  eveneens de stad (ciudad)  La Convención.

## Bestuurlijke indeling
De provincie La Convención is verdeeld in veertien districten, met elk een burgemeester. Hieronder staat een lijst met de districten, UBIGEO tussen haakjes.
- (080902) Echarate
- (080903) Huayopata
- (080911) Inkawasi
- (080907) Kimbiri
- (080904) Maranura
- (080914) Megantoni
- (080905) Ocobamba
- (080910) Pichari
- (080906) Quellouno
- (080901) Santa Ana, hoofdplaats van de provincie en vormt de stad (ciudad) La Convención
- (080908) Santa Teresa
- (080909) Vilcabamba
- (080913) Villa Kintiarina
- (080912) Villa Virgen

Acomayo · Anta · Calca · Canas · Canchis · Chumbivilcas · Cuzco · Espinar · La Convención · Paruro · Paucartambo · Quispicanchi · Urubamba